# L'Homme de cour

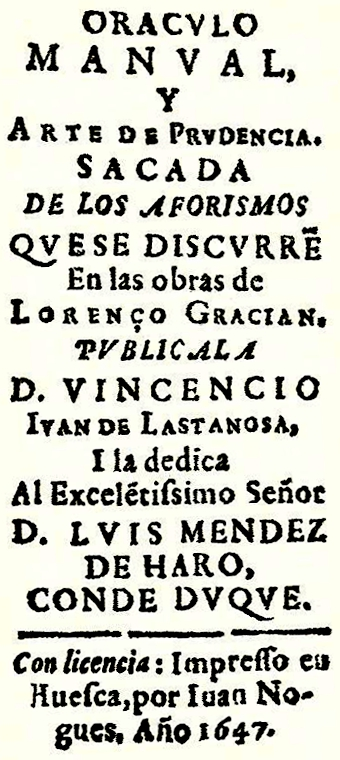
Première édition de L'Homme de cour (Oráculo manuel et art de prudence>)

L'Homme de cour (Oráculo manual y arte de prudencia, 1647) est une œuvre littéraire appartenant à la littérature didactique de Baltasar Gracián dans laquelle, tout au long de trois cents aphorismes commentés, il propose un ensemble de normes pour triompher dans une société complexe et en crise, comme l'était l'ère baroque, contemporaine à l'auteur.
Cet ouvrage a connu un succès récemment, comme le démontre le fait qu'une version anglaise, intitulée The Art of Worldly Wisdom: A Pocket Oracle a été vendue à plus de cinquante mille exemplaires dans les pays anglo-saxons, présenté comme un guide de développement personnel pour managers,.
L'Homme de cour, comme les autres traités de Baltasar Gracián, donne des conseils pour arriver à être avisé, intelligent, et prudent. Avec cette œuvre Gracián résume beaucoup des préceptes présents dans ses œuvres  antérieures consacrées à la philosophie morale.

## Caractéristiques de l'œuvre

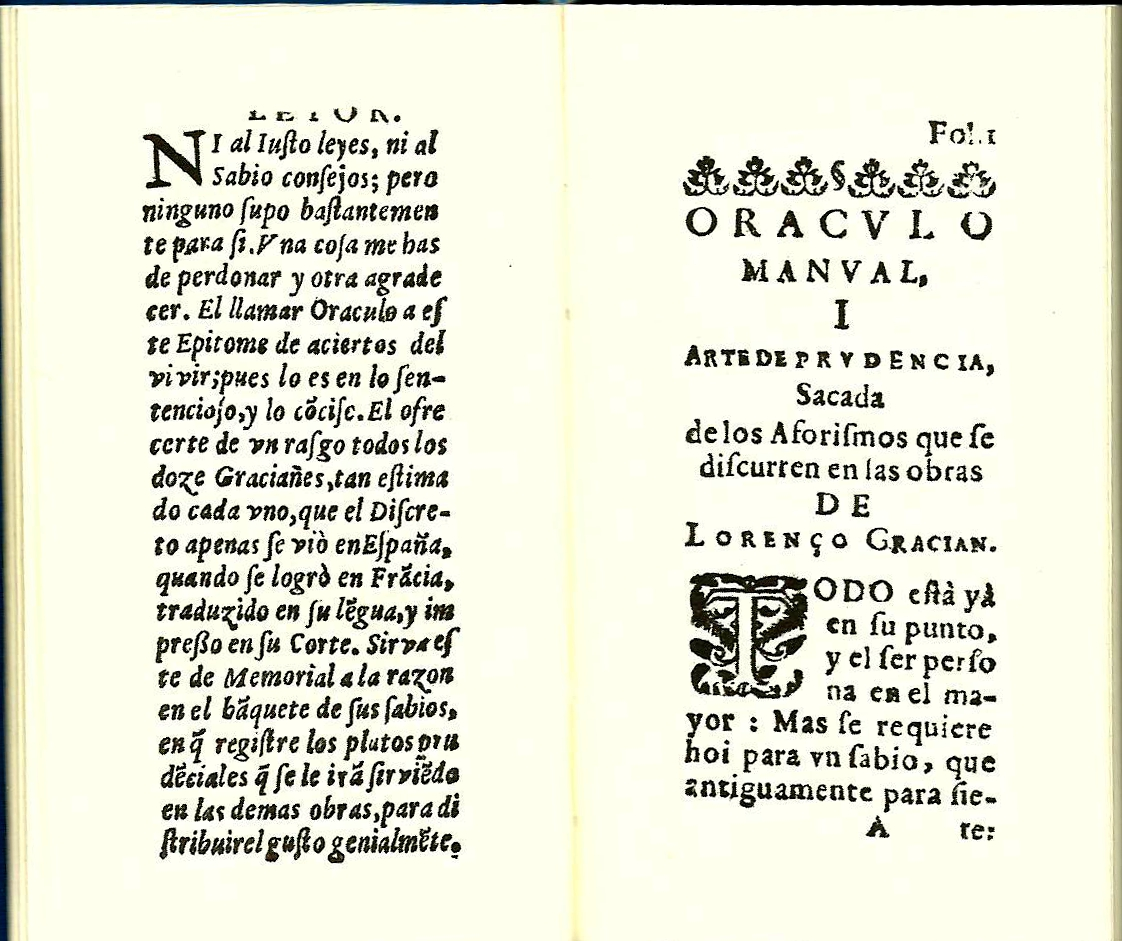
Prologue et début du texte l'édition originale de Oráculo manual y arte de prudencia

L'œuvre a été publiée à Huesca en 1647, avec le sous-titre équivoque aphorismes hors contexte de Lorenzo Gracián (pseudonyme qu'il utilisait pour éviter la censure préalable du Collège jésuite). Alors, la critique a pensé que le livre ne serait qu'un simple résumé d'aphorismes provenant d’œuvres antérieures. Cependant, une comparaison exhaustive montre que le pourcentage d'aphorismes pris à El Héroe, El Político ou El Discreto n'atteint pas 25 %. Le fait d'utiliser des aphorismes tirés de ses œuvres était une conduite réservée aux classiques de l'Antiquité, ou au moins à des auteurs de prestige reconnus, en général à titre posthume. Ainsi, la rédaction d'une anthologie de ses citations pouvait indiquer que Gracián serait monté au rang des auteurs qui formaient le canon littéraire de l'époque. La couverture du livre montre que celui-ci a été publié par Vincencio Juan de Lastanosa (« Publicala monsieur Vincencio Juan de Lastanosa ») et, étant donné que, comme dit précédemment, la critique pensait que le traité serait une anthologie, on a pensé que ce dernier aurait réalisé ce recueil d'aphorismes. Il ne fait plus aucun doute aujourd'hui que Baltasar Gracián est l'unique auteur  de cette œuvre.
Il s'agit d'un livre de conseils et de règles pour se conduire, il se base sur les traditions mais est destiné à tout le monde.

## Éditions

### Éditionoriginale
- Oráculo / Manual,/ y/ arte de Prudencia./ Sacada/De los aforismos/ Que se discurren/ En las obras de/ Lorenço Gracián./ Publicala/ D. Vincencio/ Ivan de Lastanosa,/ I la dedica/ Al Excelentíssimo Señor/ D. Luis Méndez/ De Haro,/ Conde Duque. /Con licencia: Impresso en/ Huesca, por Iuan No-/gues. Año 1647.